# Fritz Widmer
Fritz Widmer (* 5. Februar 1938 in Kirchberg; † 28. April 2010 in Bern) war ein Schweizer Liedermacher und Schriftsteller. Hauptberuflich war er als Lehrer tätig.

## Leben
Auf einem Bauernhof aufgewachsen, besuchte Fritz Widmer die Schulen in Kirchberg und Burgdorf, dann studierte er Anglistik und Germanistik. Von 1965 an arbeitete er als Sekundarlehrer in Fraubrunnen, ab 1970 als Englisch- und Deutschlehrer an der Höheren Mittelschule Marzili in Bern.
Im Nebenberuf war Widmer seit 1965 Liederübersetzer, Liedermacher und Schriftsteller. Seine Lieder machte er zunächst unter dem Einfluss von (und teilweise auch zusammen mit) Mani Matter. Dann entstanden viele eigene, teils Nachgestaltungen und Übersetzungen von schwedischen Liedern, beispielsweise von Carl Michael Bellman. Ab 1965 Mitglied der Berner Troubadours, gestaltete er nach 1970 mehrheitlich Soloprogramme, seit 1982 zunehmend kombiniert mit Lesungen aus seinen Romanen, Kolumnen und Gedichten. Zusammen mit Jacob Stickelberger realisierte er eine Aufnahme der letzten (noch unveröffentlichten) Chansons Mani Matters und der gemeinsam geschriebenen Kriminalgschicht, einer Art Kriminaloper, die sie zwischen 1973 und 1975 über hundertmal aufführten.
Auf seinen späteren Platten spielte Widmer nicht solo, sondern zumeist begleitet von seinen Töchtern Anna (Cello, Mandoline) und Karin Widmer (Violine, Gitarre, Bouzouki) sowie seinem langjährigen Begleitgitarristen Michael Sam Graf, dem Akkordeonspieler Otto Spirig und dem Kontrabassisten Bänz Hadorn.
Seit 1982 schrieb Widmer Kolumnen und Artikel für verschiedene Zeitungen. Er verfasste nebst vier Romanen auch Rundfunk-Beiträge, etwa von 1994 bis 2000 das Wort zum neuen Tag für Radio DRS. Mit seiner Frau Christina, einer Enkelin Hermann Hesses, hielt er gelegentlich Vorträge über ihren berühmten Grossvater, und er gab 2006 ein Buch mit Lebenserinnerungen von Hesses baltischem Grossvater Carl Hermann Hesse heraus.
2021 veröffentlichte der Journalist und Liedermacher Martin Hauzenberger eine Biografie seines 2010 verstorbenen Freundes Fritz Widmer, gestützt auf Gespräche mit Weggefährten, Familienmitgliedern und Freunden Widmers.

## Werke

### Bibliografie
- Ds fromme Ross. Berndeutsche Balladen und Chansons. Zytglogge, Gümligen 1974
- Die wüeschte u di schöne Tröim. Bärndütschi Lieder und Gedicht. Zytglogge, Gümligen 1980, ISBN 3-7296-0113-X
- Gluscht u Gnusch u Gwunger. Mundartroman. Zytglogge, Gümligen 1982, ISBN 3-7296-0145-8
- Ryter unger em Ys. Mundartroman. Zytglogge, Gümligen  1988, ISBN 3-7296-0301-9
- Änet em Zuun. Wort zum nöie Tag u Gedicht. Zytglogge, Gümligen 1997, ISBN 3-7296-0555-0
- No einisch aafa. Wort zum nöie Tag. Zytglogge, Gümligen 2000, ISBN 3-7296-0606-9
- Der Zier-Eremit. Roman. AutorInnenverlag, Bern 2001, ISBN 3-905110-19-9
- Unverrückt. Berichte von Liedern, Menschen und Träumen. Simowa (Eigenverlag), Bern 2002, ISBN 3-908152-14-3
- Hermann Hesses Großvater. Die Lebenserinnerungen von Hermann Hesses baltischem Großvater Dr. Carl Hermann Hesse. (Als Herausgeber) Insel (it 3216), Frankfurt am Main 2006, ISBN 3-458-34916-2
- Ds Glück isch fasch gäng gratis. Roman. Books on Demand, Norderstedt 2007, ISBN 978-3-8334-6769-1
- Wo geit das hi, wo me vergisst? Mundarttexte. Cosmos, Muri bei Bern 2009, ISBN 978-3-305-00435-5

### Diskografie

#### Eigenständige Veröffentlichungen
- Hüt het mi es Güegi gstoche (zusammen mit Ruedi Krebs), EP, Zytglogge (zyt 3), Gümligen 1966
- Chlyn mues men afa, EP, Zytglogge (zyt 5), Gümligen 1967
- Abraham & Co., LP, Zytglogge (zyt 23), Gümligen 1973
- S geit niene so schön u luschtig, LP, Zytglogge (zyt 29), Gümligen 1976
- Mir hocke gärn am Schärme. Live-Aufnahme vom 4./5. Januar 1980 im Zähringer-Theater Bern. LP. Zytglogge (zyt 43), Gümligen 1980
- Gloubsch wider a besseri Zyte. LP. Zytglogge (zyt 49), Gümligen 1985
- Mängisch brönnt’s. Ballade, Lumpeliedli u Chinderlieder. LP. Zytglogge (zyt 50), Gümligen 1985 (CD: zyt 4050)
- 24 Lieder us 25 Jahr. CD. Zytglogge (zyt 4065), Gümligen 1991
- Wo der Himu no gnue Platz het. Grossvatterlieder, Übersetzige us em Schwedische u historischi Ufnahme. CD. Zytglogge (zyt 4871), Gümligen 2000
- Wohär u Wohi?. Lieder vo 800 bis 2009. CD. Zytglogge (zyt 4315), Gümligen 2009

#### MitJacob Stickelberger
- Kriminalgschicht. Aufnahme vom 26. Oktober 1973. LP. Zytglogge, Gümligen 1973 (CD: zyt 4057)
- Dr Kolumbus. Mani Matter gesungen von Jacob Stickelberger und Fritz Widmer. LP. Zytglogge (zyt 35), Gümligen 1977 (CD: zyt 4035)

#### Mit denBerner Troubadours
- Berner Troubadours – Live. LP mit Chansons von allen sechs Troubadours. Zytglogge, Gümligen 1971 (CD: zyt 4016)
- Das Konzert. 2 LPs (bzw. CDs) mit Live-Aufnahme ihres Jubiläumsprogramms vom 27. November 1985 im Stadttheater Bern. Zytglogge, Gümligen 1986 (CD: zyt 4052)
- 30 Jahre – Altes, Älteres, Neueres und Neues. 2 CDs mit Live-Aufnahme vom 19. November 1995 aus dem Stadttheater Bern. Zytglogge (zyt 4076), Gümligen 1996
- Gäng wie gäng – Programm 2000. 2 CDs, live aus der Capella in Bern. La Cappella LIVE DCD, Bern 2000
- 40 Jahre Berner Troubadours. CD mit Liveaufnahmen aus dem Stadttheater Bern vom 13. Februar und 20. März 2005. Zytglogge (zyt 4095), Gümligen 2005

#### Von Kollegen arrangiert
- Türeschletze – Fritz Widmer gwidmet. CD mit Widmers Liedern, gespielt von Schweizer Liedermachern. Zytglogge (zyt 4311), Gümligen 2008